# بايزو (عبارة)
بايزو (بالصينية: 白左، báizuǒ، بمعنى اليسار الأبيض) هو تعبير صيني مستحدث ازدرائي، ووصف سياسي يُستخدم للإشارة إلى الإيديولوجيات اليسارية الغربية التي يتبناها البيض في المقام الأول.
صيغ المصطلح لأول مرّة في مقالة عام 2010 نشرت على شبكة (Renren)، بعنوان الأخلاق المزيفة لليسار الأبيض الغربي والعلماء الوطنيون الصينيون (西方 白 左 和 中国 爱国 科学家 的 伪 道德). لا يوجد استخدام آخر للمصطلح معروف حتى عام 2013، مع استخدامات معزولة خلال سنتي 2013 و2015.
شاع استعماله في ثقافة الإنترنت الصينية في أوائل عام 2016، في البداية في (MIT BBS)، وهو نظام لوحة إعلانات يستخدمه العديد من الصينيين في الولايات المتحدة، خلال الانتخابات الرئاسية الأمريكية 2016. تم استخدام بايزو هناك لانتقاد سياسات الحزب الديمقراطي فيما يتعلق بالأقليات، التي يُنظر إليها على أنها تُعامل الآسيويين بشكل غير عادل.
بعد الانتخابات الرئاسية الأمريكية لعام 2016، أصبح المصطلح أكثر استخدامًا في الإشارة إلى المعايير المزدوجة لوسائل الإعلام الغربية.